# Етика спілкування
Етика спілкування або комунікаційна етика — розділ етики, що стосується розуміння проявів комунікативної взаємодії.
Кожна людська взаємодія передбачає, неявно чи явно, комунікацію та етику. У повсякденному житті часто виникають навмисні та ненавмисні етичні дилеми. Риторика, медіадослідження, міжкультурна/міжнародна комунікація, стосунки та організаційна комунікація — все це включає етичні питання.
Етика спілкування має наслідки для підприємств, корпорацій, професійних організацій та окремих осіб. Неетична практика спілкування всередині компанії може завдати шкоди її репутації та акціонерній вартості. Однак компанії також повинні підтримувати баланс між прозорістю та міркуваннями приватності, конфіденційності та прибутковості.
Перетинається з такими дисциплінами, як соціолінгвістика, медіаетика та професійна етика.

## Історія
Історично етика спілкування виникла з питань, пов'язаних із друкованими ЗМІ, і еволюціонувала з появою цифрових технологій. Критики почали розглядати шкоду нерегульованої преси в Північній Америці та Європі в 1890-х роках, що в 1920-х роках привело до встановлення принципів у США. У цей період з'явилося чотири основні книги «Хто є хто» зі світил журналістики: «Етика журналістики» Нельсона Кроуфорда (1924), «Совість газети» Леона Флінта (1925), "Газетна етика " Вільяма Гіббонса (1926) і «Етика та практика журналістики» Альберта Геннінга (1932). Ці автори залишили спадщину щодо значення етики спілкування та торкалися етичних проблем у своїх працях. Постійно привертали увагу проблемиприватності та конфіденційності, які дедалі частіше обговорювалися у зв'язку зі свободою слова.

## Філософи
Окрім «Нікомахової етики» Аристотеля, яка завжди залишається актуальною, формальні міркування щодо етики спілкування виникли з ранніх кодексів журналістської поведінки. Яскравим прикладом є «Кредо журналіста», яке 1914 року написав Волтером Вільямсом, пізніше - автор «Газетної етики» (1926).
Після офіційного оформлення у 1980-х роках медіаетика стала майже синонімом комунікаційної етики.
Крім того, книга Ганса-Ґеорга Ґадамера «Істина та метод» стала авторитетною працею в цій галузі, що дала початок кільком відомим етичним теоріям і настановам. Серед них особливо виділяється формулювання діалогічних координат, встановлюючи стандартний набір комунікаційних елементів, необхідних для сприяння діалогу. Дотримуючись теорії Ґадамера про упередженість, комунікатори можуть ефективно ініціювати діалогічні транзакції, сприяючи конвергенції упереджень для сприяння взаєморозумінню та навчанню.

## Фейкові новини
Етичне спілкування має вирішальне значення, оскільки воно підкреслює відповідальність людей за збереження ввічливості в суспільстві. З поширенням фейкових новин у сучасному суспільстві зросла цінність етичної комунікації. Фейкові новини проникли в різні медіа-платформи, включно з радіостанціями, їх вплив посилився з появою онлайн-платформ, зокрема соціальних мереж, як основних джерел новин для багатьох людей. Як зазначили Тандок, Лім і Лінг (2018): «Тепер, коли онлайн-платформи, зокрема соціальні мережі, стають основними джерелами новин для все більшої кількості людей, дезінформація, здається, знайшла новий канал». Завдяки розвитку соціальних медіа спростилося поширення дезінформації по всьому світу.

## Кодекси
Зобов'язання підтримувати правдивість — це не лише юридичне питання, оскільки не існує універсального етичного кодексу, застосовного до всіх. Одним із прикладів є Кодекс SPJ 1996 року, який базується на чотирьох принципах: пошук правди, мінімізація шкоди, збереження незалежності та підзвітність. Ці принципи спрямовані на сучасні виклики, пов'язані з поширенням інтернету.
Крім того, Кодекс професійної етики для вчених/викладачів комунікацій, прийнятий у листопаді 1999 року, визначає керівні принципи поведінки, зокрема чесність, незаплямованість, професійну та соціальну відповідальність, рівність можливостей, конфіденційність, правдивість, відкритість, повагу до себе та інших, свободу та безпеку. Ці кодекси слугують регулятивними заходами для спрямування людей у професії, що включають практику спілкування.